# Eisenbahnunfall von Chorschid
Der Eisenbahnunfall von Chorschid war ein Auffahrunfall am 11. August 2017 zwischen zwei Personenzügen in der Nähe des Bahnhofs von Chorschid, einem Vorort der ägyptischen Metropole Alexandria.

## Ausgangslage
Der erste Zug war von Port Said nach Alexandria, der darauf folgende von Kairo nach Alexandria unterwegs. Beide Züge führten ausschließlich Wagen der 3. Klasse („coach class“).

## Unfallhergang
Der voranfahrende Zug kam wegen eines technischen Defekts zum Stehen. Er soll durch ein „Halt“ zeigendes Signal nach hinten gesichert worden sein. Der Lokomotivführer des nachfolgenden, aus Kairo kommenden Zuges überfuhr das Signal und prallte auf das Ende des liegengebliebenen Zuges.

## Folgen
Mindestens 42 Menschen starben, 123 wurden darüber hinaus verletzt. Die Krankenhäuser in Alexandria riefen den Notstand aus.
Der Lokomotivführer des aufgefahrenen Zuges und sein Beimann überlebten und wurden ebenso wie der Lokomotivführer und der Beimann des liegengebliebenen Zuges verhaftet. Dem Lokomotivführer des aufgefahrenen Zuges wird vorgeworfen, dass er das „Halt“ zeigende Signal überfahren habe.
Am 13. August 2017 trat in Folge des Unfalls der Direktor der Egyptian Railway Authority, Generalmajor Medhat Schuscha, zurück.